# Języki Papui Zachodniej

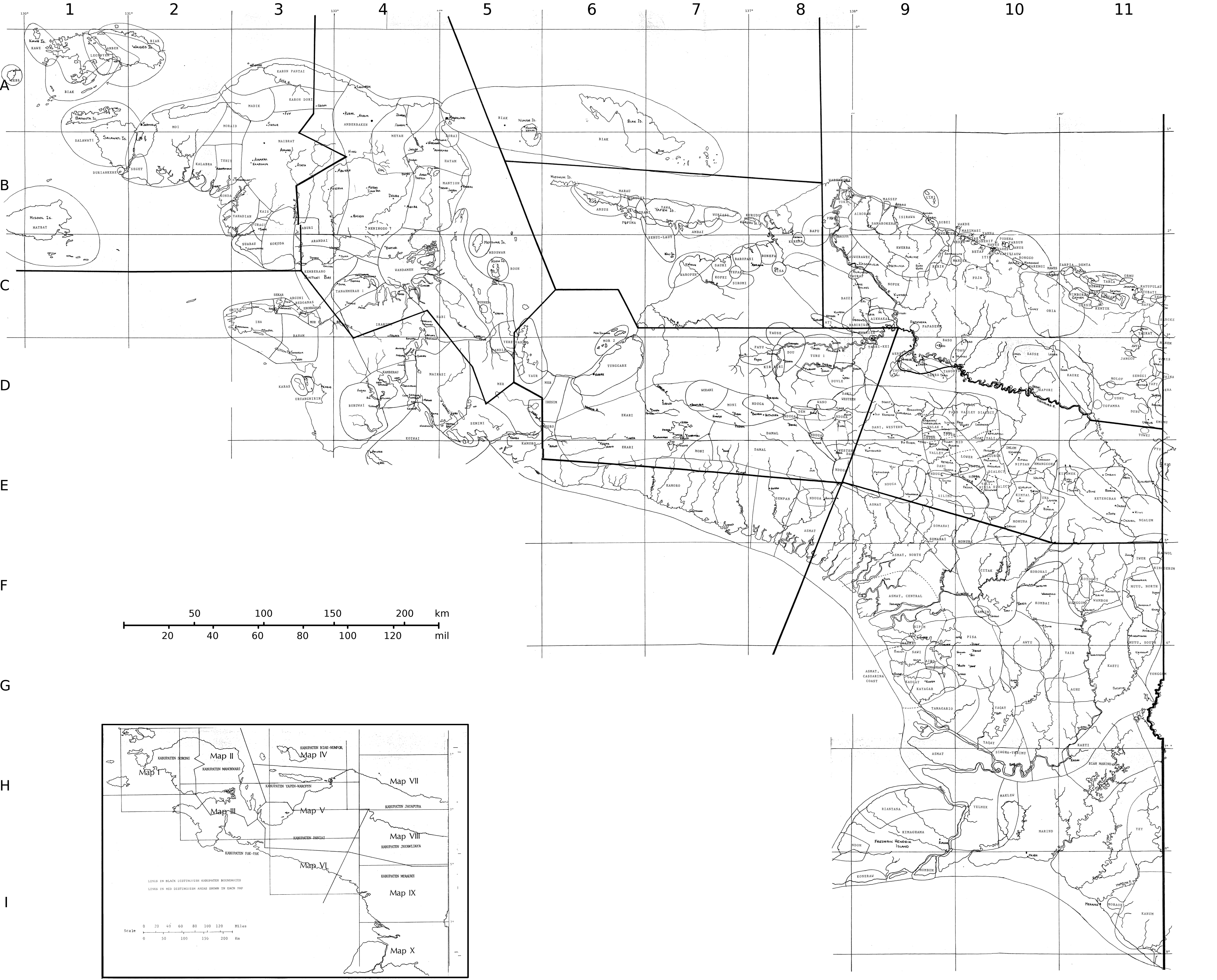
Mapa języków Papui Zachodniej

Papua Zachodnia na mapie Indonezji

Języki Papui Zachodniej – silnie zróżnicowane języki używane w regionie Papui Zachodniej, tj. w zachodniej (indonezyjskiej) części Nowej Gwinei oraz na pobliskich mniejszych wyspach. Szacuje się, że w tym regionie geopolitycznym występuje ponad 270 języków. O ile są bardzo liczne, to często posługują się nimi niewielkie społeczności. Wiele z nich nie zostało dobrze poznanych przez lingwistów. Pod względem językowym zachodnia Nowa Gwinea jest w znacznej mierze odrębna od pozostałych regionów Indonezji.
Języki Papui Zachodniej rozpatruje się w ramach dwóch grup: austronezyjskiej i papuaskiej (nieaustronezyjskiej) . Języki austronezyjskie tworzą wielką rodzinę językową, obejmującą swoim zasięgiem ogromny obszar Oceanii i Azji Południowo-Wschodniej. W rejonie Nowej Gwinei rodzime języki austronezyjskie stanowią mniejszość; występują przede wszystkim w enklawach nadbrzeżnych oraz na pobliskich mniejszych wyspach (m.in. Biak, Yapen, archipelag Raja Ampat). Miejscowe języki austronezyjskie (z wyłączeniem języków migrantów) w przeważającej mierze należą do gałęzi halmahersko-zachodniowonowogwinejskiej bądź oceanicznej (na wschód od Zatoki Cenderawasih).
Pod pojęcie „języków papuaskich” (nieaustronezyjskich) podkłada się te języki lokalne, których nie zaliczono do rodziny austronezyjskiej. W Papui Zachodniej stanowią dużą grupę, a swoim zasięgiem obejmują także inne zakątki wschodniej Indonezji (wyspa Halmahera w archipelagu Moluków oraz wyspy Timor, Alor i Pantar w grupie Małych Wysp Sundajskich). Ich podgrupy są liczne i silnie zróżnicowane; wśród języków papuaskich zachodniej Nowej Gwinei wyróżnia się m.in. następujące rodziny – zachodniopapuaska, transnowogwinejska, języki Równiny Jezior. Do największych języków papuaskich w Indonezji (pod względem liczby użytkowników) należą: dani zachodni (lani), dani Wielkiej Doliny, ekagi (ekari), asmat, ngalik północny. Spośród austronezyjskich języków Papui duże znaczenie ma język biak, który służył niegdyś jako język handlowy. Do języków izolowanych należą m.in.: maybrat, abun, mpur, massep, burmeso, abinomn, dem, elseng, mawes, kosare, afra, molof, sause, marori; niekiedy postuluje się związki zewnętrzne tych języków, ale pozostają one niedostatecznie wykazane.
Powszechna jest dwujęzyczność (lub wręcz wielojęzyczność). Języki lokalne współistnieją z miejscową odmianą języka malajskiego – malajskim papuaskim. Malajski papuaski rozpowszechnił się w rejonach nadbrzeżnych, a w mniejszym zakresie na górzystych terenach w głębi wyspy. Odgrywa istotną rolę jako regionalna lingua franca. W użyciu jest także język indonezyjski, który ma w kraju status urzędowego oraz stanowi język edukacji, kontaktów formalnych i środków masowego przekazu. Szeroko znany jest potoczny indonezyjski z cechami lokalnymi (opisywany jako Papuan Colloquial Indonesian), stosunkowo bliski standardowemu indonezyjskiemu. Różne odmiany malajskiego wraz z językami lokalnymi dają się rozpatrywać w ramach luźno pojętego kontinuum (standardowy indonezyjski – akrolekt, miejscowy indonezyjski – mezolekt, malajski papuaski i języki lokalne – basilekt). 
Zalążki informacji słownikowych nt. języków zachodniej Nowej Gwinei zostały zebrane przez podróżników (jednym z najwcześniej poznanych stał się język kamoro). Rozwój szerzej zakrojonych badań nad językami ludności papuaskiej w Indonezji przypadł dopiero na początek XX wieku (z wyłączeniem papuaskich języków Moluków, które zaczęto opisywać jeszcze w XIX wieku). Pierwotnie próby opisu miejscowych języków były związane z działalnością zachodnich misjonarzy, ale swój udział w ich dokumentacji mieli również lingwiści i antropolodzy. Badania nad językami Papui Zachodniej prowadzili językoznawcy holenderscy, australijscy, niemieccy i indonezyjscy, a także osoby związane z SIL International. Wśród nich pozostaje jednak wiele języków poznanych jedynie pobieżnie (bądź wcale), zwłaszcza jeśli chodzi o języki niewielkich społeczności. Znaczna część języków regionu znajduje się dziś na skraju wymarcia. Zagrożenia dla żywotności języków Papui Zachodniej to m.in. rozprzestrzenianie się malajskiego papuaskiego kosztem języków lokalnych, program transmigracji oraz ekspansja języka indonezyjskiego i innych języków Indonezji. 